# Tegastes edmondsoni
Tegastes edmondsoni är en kräftdjursart som beskrevs av Otto Pesta 1932. Tegastes edmondsoni ingår i släktet Tegastes och familjen Tegastidae. Inga underarter finns listade i Catalogue of Life.